# 夏侯玄
夏侯玄（209年—254年3月27日），字泰初，一作太初，沛國谯郡（今安徽亳州）人。三國時代曹魏政治人物，三国时期著名思想家、文学家，是魏晋玄学早期代表人物之一。夏侯尚之子，嗣其爵，为夏侯霸的侄子辈。其妻李惠姑被道教尊為女真仙。其母德阳乡主是曹真之妹，故与曹爽为表兄弟。另外他是早期的玄学领袖，有《夏侯玄集》，今已佚失。因反對司馬師，被滅族。

## 生平
夏侯玄年輕時已知名，弱冠之年官拜散骑黄门侍郎。一次進見時以與出身卑微的外戚，魏明帝毛皇后弟毛曾同坐以为耻，面露不悦，因而被贬为羽林监。
景初三年（239年）明帝死後，曹爽以大將軍身份秉政，夏侯玄累迁散骑常侍、中护军，在中护军任上选拔了很多后来成为州郡长官的人才。曾和司马懿议论时事，其政见得到司马懿的肯定。不久官拜征西將軍，假节都督雍、凉州诸军事。
正始五年（244年）和曹爽一同由骆谷（今陝西周至）伐蜀，即興勢之戰，但受阻於蜀漢軍隊，駱谷漫長的補給線最終隨著馱獸不堪勞累大量死亡而崩潰，夏侯玄以局勢惡劣而請得曹爽退軍，但還是遭到蜀軍追擊，傷亡嚴重，夏侯玄亦因此敗为人所笑。
正始十年（249年）司馬懿發動高平陵之變，族滅曹爽，夏侯玄亦被徵为大鸿胪，数年后徙太常。夏侯玄因遭貶謫，而感不得志，遂與中書令李豐、光祿大夫張緝二人密謀誅殺大將軍司馬師，推夏侯玄為大將軍。
嘉平六年（254年），李豐聯合黃門監蘇鑠、永寧署令樂敦、冗從僕射劉賢等趁皇帝拜貴人的機會誅殺司馬師，但司馬師事先收到風聲，特意召見李豐並將之殺死，接著司馬師抓捕夏侯玄等人，並將他們皆夷三族。下狱时，廷尉鍾毓之弟鍾會意欲與他交友，被他拒绝。夏侯玄後在東市被處決，死前神情自若，面色不變，享年四十六歲。
據傳相貌英俊，與嵇康、潘岳等人同為魏晉時期的美男子。在文學上頗有造詣，著有《樂毅論》，因後來為“書聖”王羲之所書寫而傳於天下。他與一些當時俊士合稱「四聰」，和諸葛誕等八達及劉熙等三豫共十五人並稱，皆遭明帝以其鼓吹浮華之風而貶黜。又與何晏、王弼二人同屬當時社會所稱的“士派”，玄、晏、弼三人據說是中國服食藥散的祖師。

## 逸聞
- 夏侯玄曾從廢帝曹芳祭拜帝陵，陪利松柏下，那天正好暴雨霹靂正中那棵樹以致冠冕焦壞。左右見狀都趴在地上，只有夏侯玄臉色不變。[4]
- 夏侯玄即將被司馬師處死，但司馬師一開始相當猶豫，便問了叔叔司馬孚說：「你覺得我的能力是否能壓制夏侯玄?」。司馬孚回答：「過去趙儼埋葬兒子，你前來哀悼，趙儼只是半坐迎接你。但是夏侯玄一來，趙儼直接起身，從這裡可以知道，你無法駕馭他。」於是司馬師下令處死了夏侯玄。[5]

## 評價
- 《世说新语》：“玄世名知人，為中護軍，拔用武官，參戟牙門，無非俊傑，多牧州典郡。立法垂教，于今皆為後式。”：“时人目夏侯太初‘朗朗如日月之入怀’，李安国‘颓唐如玉山之将崩’。”
- 何晏：“唯深也，故能通天下之志，夏侯泰初是也。”
- 荀粲：“夏侯太初一时之杰士，虚心于子，而卿意怀不可交。合则好成，不合则致隙。二贤若穆，则国之休。此蔺相如所以下廉颇也。”
- 傅嘏：“泰初志大其量，能合虚声而无实才。何平叔言远而情近，好辩而无诚，所谓利口覆邦国之人也。邓玄茂有为而无终，外要名利，内无关钥，贵同恶异，多言而妒前；多言多衅，妒前无亲。以吾观此三人者，皆败德也。远之犹恐祸及，况昵之乎？”（《三國志·魏志廿一·傅嘏傳》裴引《傅子》）
- 陈寿：“玄以规格局度，世称其名，然与曹爽中外缱绻；荣位如斯，曾未闻匡弼其非，援致良才。举兹以论，焉能免之乎！”（《三国志·卷九·魏书九·诸夏侯曹传第九》）
- 裴楷：“肃肃如入廊庙中，不修敬而人自敬。”“如入宗庙琅琅但见礼乐器。”
- 袁宏：“渊哉泰初，宇量高雅。器范自然，标准无假。全身由直，迹洿必伪。处死匪难，理存则易。万物波荡，孰任其累！六合徒广，空身靡寄。君亲自然，匪由名教。敬授既同，情礼兼到。”（《三国名臣颂》）
- 李翰：“泰初日月，季野阳秋。”（《蒙求》）
- 苏轼：“汉景帝以鞅鞅而杀周亚夫，曹操以名重而杀孔融，晋文帝以卧龙而杀嵇康，晋景帝亦以名重而杀夏侯玄，宋明帝以族大而杀王彧，齐后主以谣言而杀斛律光，唐太宗以谶而杀李君羡，武后以谣言而杀裴炎，世皆以为非也。”（《东坡志林·卷五》）
- 陈亮：“夏侯太初处死生祸福之际而不动，名不虚得也，而遇非其时矣。”（《龙川集·卷七》）
- 叶适：“如玄之智，虽未必能存魏，然玄死而后魏卒亡，盖与其国相始终矣。”（《习学记言》）
- 陈普：“一日天诛正始余，百年曹马两丘墟。景王似见铜驼祸，究极根源杀太初。十家血染市朝红，更涨余波及李丰。老子庄生真毒手，子元子上即而翁。”（《陈普诗选》）
- 郝经：“玄以重名高节，表仪一世。其言议规格，深见治体，蔼然有大臣之风。峣峣者易折，佼佼者易污，挺持正大，旷无单复，焉能出大盗之城府哉？观对许允之言，则以身死国，前定久矣，蹈白刃而不惧临，死生之际而不乱，生平所养至此乃见，壮哉乎！天下之至勇也。”（《续后汉书》）
- 王夫之：“何晏、夏侯玄、李丰之死，皆司马氏欲篡而杀之也。而史敛时论之讥非，以文致其可杀之罪，千秋安得有定论哉？”（《读通鉴论·卷十·三国》）
- 王鸣盛：“若夏侯玄、李丰之狱，则师、昭相继，逆节彰著，诸公身死族灭，皆魏室忠臣也。”
- 李慈铭：“按夏侯重德，平叔名儒，嘏于是时名位未显，何至内交见拒，且烦奉倩为言……然太初名德，终著古今，不能相累。平叔论语，永列学官，以视嘏辈，直蜉蝣耳。”（《世说新语笺疏》）

## 影視形象
- 中國中央電視台電視劇《三國演義》（1994年）：郝跃国
- 電視劇《軍師聯盟》（2017年）：程诚

## 延伸阅读
[在维基数据编辑]
 在维基文库阅读此作者作品
 《三國志·卷09》，出自陳壽《三國志》

## 引用
1. ↑  《三國志·三少帝紀之齊王芳》記載夏侯玄於嘉平六年二月庚戌日被誅殺，據兩千年中西曆換算，此日為公元254年3月27日。
2. ↑  《真誥》《真灵位业图》
3. ↑  鲁迅《魏晋风度及文章与药及酒之关系》“吃散发源于何晏，和他同志的，有王弼和夏侯玄两个人，与晏同为服药的祖师。”
4. ↑  《裴子語林》：夏侯太初從魏帝拜陵，陪利松柏下。時暴雨霹靂，正中所立之樹，冠冕焦壞。左右睹之皆伏，太初顏色不改。
5. ↑  《裴子語林》：景王欲誅夏侯玄，意未決間，問安平王孚云：「己才足以制之不？」孚云：「昔趙儼葬兒，汝來，半坐迎之。太初後至，一坐悉起。以此方之，恐汝不如。」乃殺之。